# Hylopezus berlepschi
A Hylopezus berlepschi a madarak osztályának verébalakúak (Passeriformes) rendjébe és a hangyászpittafélék (Grallariidae) családjába tartozó  faj.

## Rendszerezése
A fajt Carl Edward Hellmayr osztrák ornitológus írta le 1903-ban, a Grallaria nembe Grallaria berlepschi néven.

## Alfajai
- Hylopezus berlepschi berlepschi (Hellmayr, 1903)
- Hylopezus berlepschi yessupi (Carriker, 1930)[2]

## Előfordulása
Bolívia, Brazília és Peru területen honos. Természetes élőhelyei a szubtrópusi és trópusi síkvidéki erdők, valamint másodlagos erdők. Állandó, nem vonuló faj.

## Megjelenése
Testhossza 14 centiméter, testtömege 46-54 gramm.

## Természetvédelmi helyzete
Az elterjedési területe rendkívül nagy, egyedszáma pedig stabil. A Természetvédelmi Világszövetség Vörös listáján nem fenyegetett fajként szerepel.